# NGC 454B
NGC 454B is een onregelmatig sterrenstelsel in het sterrenbeeld Phoenix. Het hemelobject ligt 154 miljoen lichtjaar (47,2 × 106 parsec) van de Aarde verwijderd. Het bevindt zich in de buurt van NGC 454A.

## Synoniemen
- GC 253
- ESO 151-36
- h 2397
- PGC 4468
- AM 0112-554